# Udzima wa ya Masiwa
Udzima wa ya Masiwa (A União das Grandes Ilhas) é o hino nacional de Comores. Adotado após sua independência em 1978, foi a letra escrita por Said Hachim Sidi Abderemane que também compôs a música com Kamildine Abdallah.